# 北浦正尚
北浦 正尚（きたうら まさたか）は、日本の音楽プロデューサー、作曲家、編曲家、映像作家、デザイナー。奈良県出身。

## 人物
以前はGIZA studioに所属し、cocottと云うユニットを組んでいたが、現在はGIZAを脱退し（ビーイング自体脱退）、本格的に作曲家活動をしている。
主な代表作品は、倉木麻衣の『Everything`s All Right』『Just Like You Smile Baby』、愛内里菜の『be happy?』である。最近は、Def Tech、BENNIE K、a.mia、MCU、WISE等の作品を手掛けている。

## 提供作品

### 作詞・作曲
- mink「beautiful」
- 嵐「Be with you」
- 小倉優子「あいたくて」
- HALCALI「Long Kiss Good Bye」

### 作曲・編曲
- サラブレンド 「ららら…」（作曲は青葉紘季、編曲は三宅亨との共作）
- 滴草由実  ｢Breathe again in my bed」
- 東方神起 「High Time」
- 池田夢見 「Daily life」（アルバム収録曲全部を編曲）
- ジェジュン「Your Love」

### 作曲
- 倉木麻衣「Everything's All Right」「Just Like You Smile Baby」
- 愛内里菜「be happy?」「Dear…。From…。」「Painted Black」
- TiA「Promise」
- WAG「All For Your Love」

### 編曲
- サラブレンド
  - 「空に舞う」「マボロシ」（三宅亨との共作）
  - 「インタールード」「七色浪漫」「コキュウ」「インタールード2」「ハロー」「PUMP」「インタールード3」「haruka」「SUPERSTER」他多数（以上、サラブレンド・三宅亨との共作）

- sweet velvet「Fairplay」「When It Rains」
- Honey L Days「まなざし」
- 吉田知加「解放」「二人の雲隠れ」
- Plastic Tree「スピカ」